# Distributed Numerical Control
Distributed Numerical Control (DNC) bezeichnet in der Fertigungstechnik die Einbettung von computergesteuerten Werkzeugmaschinen (CNC-Maschinen) in ein LAN oder WLAN. Die Bearbeitungsprogramme werden bei Bedarf mit Hilfe des DNC-Systems von einem zentralen Server in die Steuerung der Maschine geladen. DNC-Systeme ermöglichen die Abkehr vom Lochstreifen oder von der Diskette als Datenträger. Möglich wurde sie erst durch die Entwicklung einer Netzwerktechnologie, die sich als relativ störunanfällig gegenüber den in Werkshallen herrschenden Verhältnissen (große zu überbrückende Entfernungen, starke elektromagnetische Felder, Öl- und Säurebeständigkeit, unempfindlich gegenüber Temperaturschwankungen) darstellt.
Moderne CNC-Maschinen verfügen über eine Ethernet-Schnittstelle mit einer RJ45-Buchse und können so direkt in das lokale Computernetzwerk eingebunden werden. Es gibt aber nach wie vor Maschinen mit einer seriellen Schnittstelle RS-232 nach EIA-232. Diese Maschinen werden heute mit einem RS-232/Ethernet-Adapter in das LAN eingebunden. PCs mit seriellen Schnittstellen oder RS-232-Schnittstellenkarten wurden im Laufe der Zeit durch eine Client-Server Architektur ersetzt. Dabei läuft die DNC als Applikation auf einem zentralen Server. Die NC-Programme werden in einer Datenbank verwaltet. Dadurch wurde eine Beschränkung auf 256 Maschinen in einem DNC aufgehoben. Der Bediener kann an einem PC-Client NC-Programme validieren, freigeben oder blockieren. Die DNC ist heute ein wichtiges Instrument um die Rückverfolgbarkeit in der Fertigung zu gewährleisten. Sie protokolliert jeden Programmtransfer von und zur CNC-Maschine. Die Programme werden mit der DNC in einem geschlossenen System verwaltet. Jede Manipulation an einem NC-Programm wird von der DNC protokolliert. Deshalb ist eine DNC auch im Zeitalter von netzwerkfähigen CNC-Maschinen unabdingbar für die Fertigung in sensitiven Industrien (Medizinaltechnik, Automobilindustrie, Flugzeugindustrie etc.).